# A Proposal from Nobody
A Proposal from Nobody è un cortometraggio muto del 1913 diretto da Walter Edwin.
Quarto episodio del serial cinematografico Who Will Marry Mary?.

## Produzione
Il film fu prodotto dalla Edison Company e dalla McClure Publishing Co.

## Distribuzione
Distribuito dalla General Film Company, il film - un cortometraggio in una bobina - uscì nelle sale cinematografiche degli Stati Uniti il 25 ottobre 1913.